# Иронцы

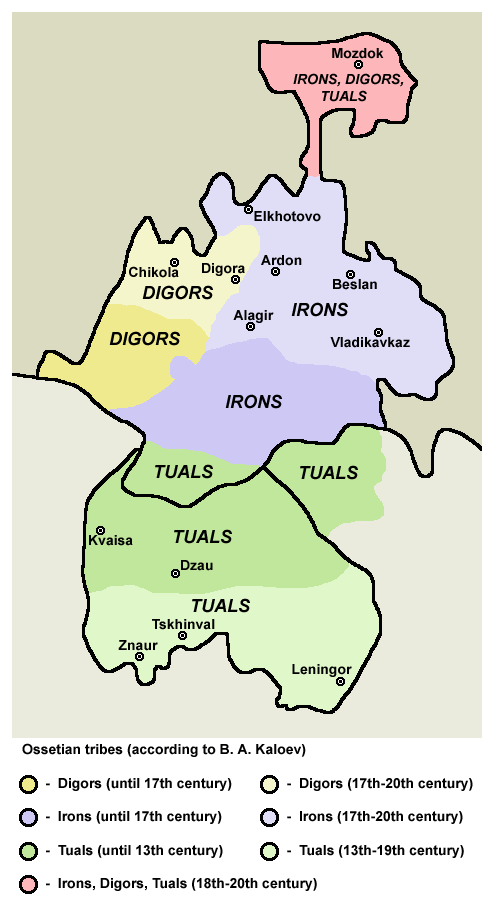
Осетинские племена

Иро́нцы, восто́чные осети́ны (осет. Ирӕттӕ) — осетинская субэтническая группа, говорят на осетинском (восточном) языке. Это одна из наиболее крупных этнических групп осетинского народа. На иронском диалекте разговаривает все население современной Осетии, кроме дигорцев.
Часть иронцев исповедует православие, в значительной мере сохранились синкретическое местное верование, представляющее собой смесь кавказской, индоевропейской и прочей мифологии. Небольшая часть иронцев исповедует ислам (в основном в равнинных сёлах Северной Осетии).